# Objaw Adsona
Objaw Adsona (ang. Adson's sign) – objaw występujący w zespole żebra szyjnego, zespole górnego otworu klatki piersiowej. Polega on na zaniku tętna na tętnicy promieniowej, gdy badany po wzięciu głębokiego wdechu zwraca głowę w stronę chorą.
Objaw opisał amerykański neurochirurg Alfred Washington Adson.